# 밀초 만체프스키
밀초 만체프스키(마케도니아어: Милчо Манчевски )는 북마케도니아의 영화 감독이다.
북마케도니아 스코페 출신이며 스코페에 위치한 성 키릴·성 메토디우스 대학교에서 철학을 전공하고 미국에서 유학 생활을 했다. 1982년에 서던일리노이 대학교에서 사진학과를 졸업한 이후에 영화 감독으로 활동했고 다큐멘터리·광고·뮤직비디오·단편 영화 제작에 참여했다.
1992년에는 어레스티드 디벨럽먼트의 노래 《Tennessee》의 뮤직비디오의 감독을 맡았으며 MTV 비디오 뮤직 어워드에서 최우수 랩 뮤직비디오상을 수상했다. 1994년에는 자신의 첫 장편 영화 작품인 《비포 더 레인》의 감독·각본을 담당했고 베네치아 국제 영화제에서 황금사자상을 수상하는 영예를 안았다.

## 출연 작품
- 윌로우(영어판) (2019)
- 비키니 문 (2017)
- 디 엔드 오브 타임 (2017)
- 베니스 70 : 미래 재장전 (2013)
- 마더스(영어판) (2010)
- 샤도우 (2007)
- 더스트 (2001)
- 비포 더 레인 (1995)